# Cascade Locks

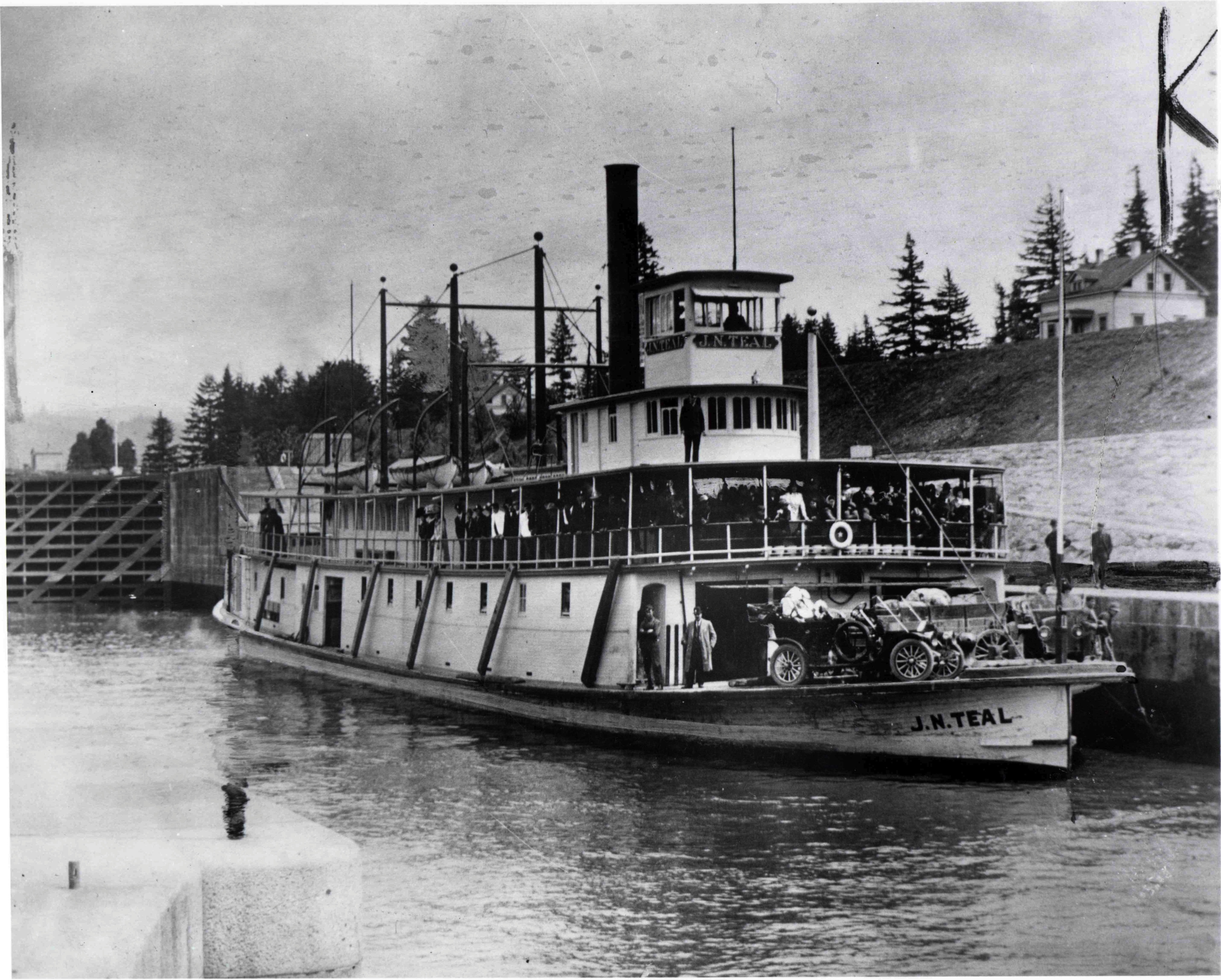
Piroscafo a ruote J. N. Teal a Cascade Locks, 1911. Si notino le cosiddette "auto dell'Era di ottone" sulla coperta di prua

Cascade Locks è una città degli Stati Uniti d'America, nella Contea di Hood River, nello Stato dell'Oregon. La città prese nome da un sistema di chiuse (in inglese: locks) costruito per consentire la navigazione di un tratto del fiume Columbia lungo circa 3 km nel quale il dislivello di circa 12 metri causava la presenza di rapide denominate Cascades Rapids. Il governo federale statunitense approvò il piano per la costruzione delle chiuse, chiamato Cascade Locks and Canal, nel 1875. La costruzione incominciò nel 1878 e le chiuse furono completate il 5 novembre 1896. Le chiuse furono successivamente sommerse nel 1938 a causa della costruzione, a valle, della diga di Bonneville che determinò, a monte, l'innalzamento del livello del fiume per alcuni chilometri. La navigazione del fiume venne garantita comunque da un nuovo sistema di chiuse, costruite a fianco della nuova diga.

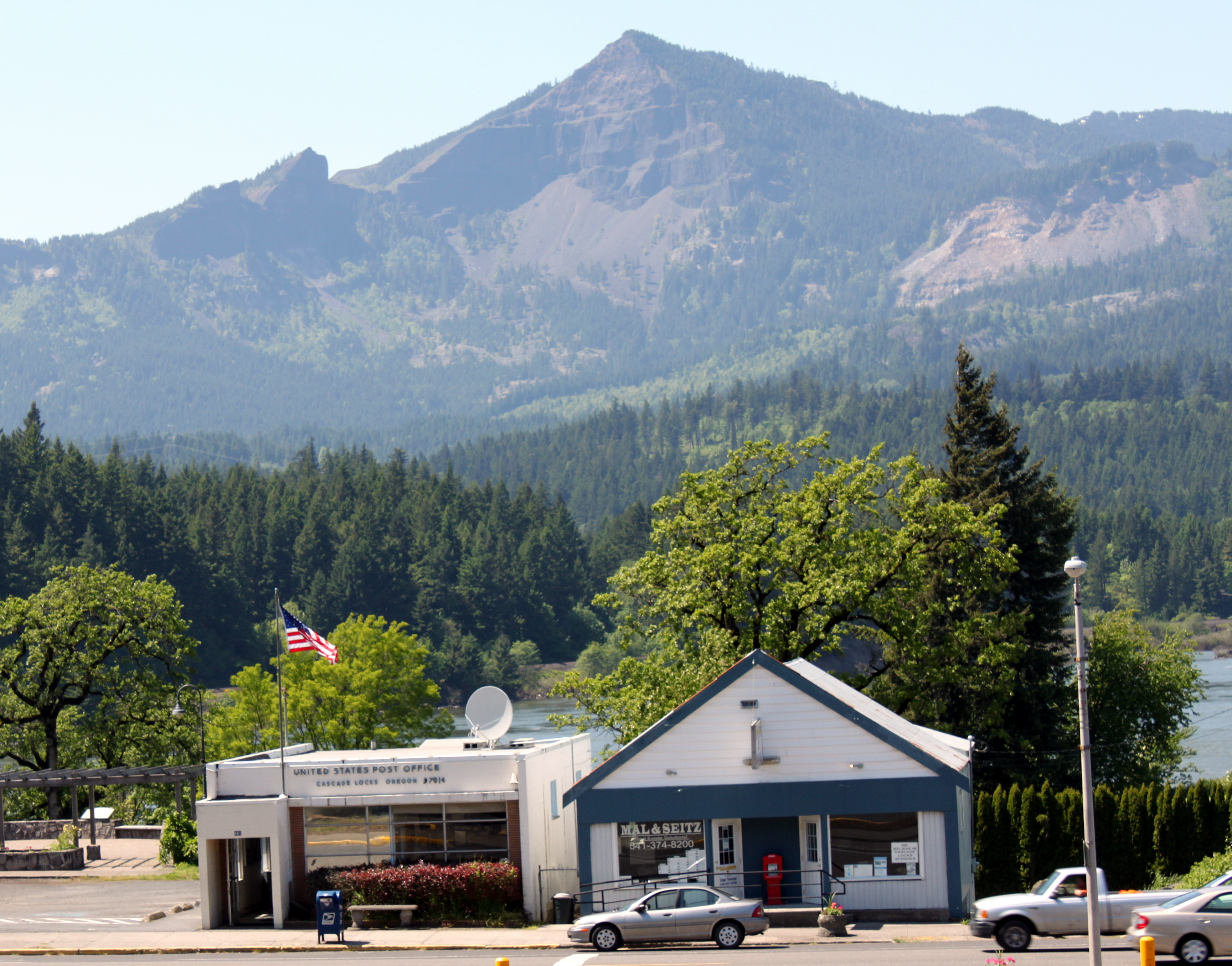
Ufficio postale di Cascade Locks (Oregon), con il fiume Columbia sullo sfondo

Cascade Locks è situata appena a monte del Bridge of the Gods, un ponte a pedaggio che attraversa il fiume Columbia. È l'unico ponte attraverso il Columbia tra Portland e Hood River. Cascade Locks è anche a poche miglia a monte della Gola di Eagle Creek, una popolare area panoramica che serve anche come tragitto alternativo per il Pacific Crest Trail. Cascade Locks è usata frequentemente dagli escursionisti lungo il Pacific Crest Trail (PCT) per attraversare il fiume Columbia. Cascade Locks è il punto più basso lungo il sentiero, che corre dal confine messicano in California al confine canadese nello Stato di Washington.
Dal 1999, le Tribù confederate di Warm Springs perseguono il progetto di un casinò fuori della riserva da localizzare a Cascade Locks.

## Geografia fisica
Secondo lo United States Census Bureau, la città ha un'area totale di 7,87 km², dei quali 5,39 km² sono terra e 2,39 km² acqua.

## Società

### Evoluzione demografica
La popolazione era di 1.144 abitanti in base al censimento del 2010. La stima del 2007 è di 1.075 residenti.

## Infrastrutture e trasporti
- Cascade Locks State Airport

La U.S. Route 30 corre attraverso la città e vi si può accedere dall'uscita 44 della Interstate 84. Il Bridge of the Gods collega Cascade Locks alla Washington State Route 14.